# Deroceras famagustensis
Deroceras famagustensis is een slakkensoort uit de familie van de Agriolimacidae. De wetenschappelijke naam van de soort is voor het eerst geldig gepubliceerd in 1991 door Rahle.